# Lega Nazionale A 2023 (football americano)
La Lega Nazionale A 2023 è le 37ª edizione del campionato di football americano di primo livello, organizzato dalla SAFV.

## Squadre partecipanti
| Club                    | Città      | Stadio         | Sponsor ufficiale | Risultato nella stagione 2022 |
| ----------------------- | ---------- | -------------- | ----------------- | ----------------------------- |
| Bern Grizzlies          | Berna      |                |                   | Vincitori XXXVI Swiss Bowl    |
| Calanda Broncos         | Landquart  |                |                   | Finalisti LNA                 |
| Geneva Seahawks         | Ginevra    |                |                   | Quinto posto in LNA           |
| Gladiators Beider Basel | Basilea    |                |                   | Semifinalisti LNA             |
| Thun Tigers             | Thun       | Stadion Lachen |                   | Semifinalisti LNA             |
| Winterthur Warriors     | Winterthur |                |                   | Sesto posto in LNA            |
| Zürich Renegades        | Zurigo     |                |                   | Settimo posto in LNA          |

## Stagione regolare

### Calendario

#### 1ª giornata
| 18 marzo 2023 | Calanda Broncos | 27 – 13 | Geneva Seahawks |  |

#### 2ª giornata
| 25 marzo 2023 | Winterthur Warriors | 0 – 27 | Calanda Broncos |  |

| 26 marzo 2023 | Geneva Seahawks | 34 – 13 | Gladiators Beider Basel |  |

#### 3ª giornata
| 1º aprile 2023 | Gladiators Beider Basel | 10 – 23 | Calanda Broncos |  |

| 2 aprile 2023 | Zürich Renegades | 19 – 7 | Winterthur Warriors |  |

| 2 aprile 2023 | Bern Grizzlies | 14 – 20 | Thun Tigers |  |

#### 4ª giornata
| 10 aprile 2023 | Thun Tigers | 28 – 17 (7-0 7-14 7-3 7-0) | Gladiators Beider Basel |  |

| 10 aprile 2023 | Calanda Broncos | 38 – 35 (14-7 10-0 14-7 0-21) | Bern Grizzlies | (780 spett.) |

#### 5ª giornata
| 15 aprile 2023 | Geneva Seahawks | 21 – 14 | Winterthur Warriors |  |

| 16 aprile 2023 | Bern Grizzlies | 12 – 31 | Zürich Renegades |  |

#### 6ª giornata
| 22 aprile 2023 | Gladiators Beider Basel | 10 – 14 | Geneva Seahawks |  |

| 23 aprile 2023 | Zürich Renegades | 16 – 28 | Thun Tigers |  |

#### 7ª giornata
| 30 aprile 2023 | Zürich Renegades | 12 – 10 | Geneva Seahawks |  |

| 30 aprile 2023 | Thun Tigers | 52 – 7 (14-0 17-0 14-0 7-7) | Winterthur Warriors |  |

| 30 aprile 2023 | Bern Grizzlies | 7 – 21 | Gladiators Beider Basel |  |

#### 8ª giornata
| 6 maggio 2023 | Geneva Seahawks | 28 – 33 (7-0 0-17 7-3 14-13) | Thun Tigers |  |

| 6 maggio 2023 | Calanda Broncos | 48 – 20 | Gladiators Beider Basel |  |

| 7 maggio 2023 | Winterthur Warriors | 37 – 33 | Bern Grizzlies |  |

#### 9ª giornata
| 20 maggio 2023 | Winterthur Warriors | 21 – 28 (d.t.s.) (0-0 7-14 7-0 7-7 0-7) | Geneva Seahawks | (470 spett.) |

| 20 maggio 2023 | Gladiators Beider Basel | 31 – 38 | Zürich Renegades |  |

| 21 maggio 2023 | Calanda Broncos | 52 – 31 | Thun Tigers |  |

#### 10ª giornata
| 29 maggio 2023 | Bern Grizzlies | 13 – 42 (0-7 0-21 0-14 13-0) | Calanda Broncos |  |

| 29 maggio 2023 | Winterthur Warriors | 0 – 34 | Zürich Renegades |  |

#### 11ª giornata
| 3 giugno 2023 | Geneva Seahawks | 13 – 7 | Bern Grizzlies |  |

| 4 giugno 2023 | Thun Tigers | 17 – 54 | Calanda Broncos |  |

| 4 giugno 2023 | Zürich Renegades | 34 – 33 | Gladiators Beider Basel |  |

#### 12ª giornata
| 10 giugno 2023 | Winterthur Warriors | 24 – 40 | Thun Tigers | (230 spett.) |

| 10 giugno 2023 | Gladiators Beider Basel | 63 – 16 | Bern Grizzlies |  |

| 11 giugno 2023 | Zürich Renegades | 16 – 27 | Calanda Broncos |  |

#### 13ª giornata
| 17 giugno 2023 | Geneva Seahawks | 23 – 35 | Zürich Renegades |  |

| 17 giugno 2023 | Thun Tigers | 35 – 13 (14-0 14-0 0-13 7-0) | Bern Grizzlies |  |

| 17 giugno 2023 | Calanda Broncos | 35 – 38 (7-7 7-13 7-15 143) | Winterthur Warriors |  |

#### 14ª giornata
| 24 giugno 2023 | Bern Grizzlies | 19 – 3 | Geneva Seahawks |  |

| 24 giugno 2023 | Gladiators Beider Basel | 49 – 21 | Winterthur Warriors |  |

| 24 giugno 2023 | Thun Tigers | 12 – 20 | Zürich Renegades |  |

### Classifica
La classifica della regular season è la seguente:
- PCT = percentuale di vittorie, G = partite giocate, V = partite vinte, P = partite perse, PF = punti fatti, PS = punti subiti
- La qualificazione ai playoff è indicata in verde

| Pos. | Squadra                 | PCT  | G  | V | P | PF  | PS  |
| ---- | ----------------------- | ---- | -- | - | - | --- | --- |
| 1    | Calanda Broncos         | .900 | 10 | 9 | 1 | 373 | 193 |
| 2    | Zürich Renegades        | .800 | 10 | 8 | 2 | 255 | 183 |
| 3    | Thun Tigers             | .700 | 10 | 7 | 3 | 296 | 245 |
| 4    | Geneva Seahawks         | .500 | 10 | 5 | 5 | 187 | 191 |
| 5    | Gladiators Beider Basel | .300 | 10 | 3 | 7 | 267 | 263 |
| 6    | Winterthur Warriors     | .200 | 10 | 2 | 8 | 169 | 338 |
| 7    | Bern Grizzlies          | .100 | 10 | 1 | 9 | 169 | 303 |

## Playoff

### Tabellone
|  | Semifinali | Semifinali       | Semifinali |             |    | XXXVII Swiss Bowl | XXXVII Swiss Bowl | XXXVII Swiss Bowl |  |
|  |            |                  |            |             |    |                   |                   |                   |  |
|  | 1          | Calanda Broncos  | 35         |             |    |                   |                   |                   |  |
|  | 1          | Calanda Broncos  | 35         |             |    |                   |                   |                   |  |
|  | 4          | Geneva Seahawks  | 3          |             |    |                   |                   |                   |  |
|  | 4          | Geneva Seahawks  | 3          |             | 1  | Calanda Broncos   | 53                |                   |  |
|  |            |                  |            |             | 1  | Calanda Broncos   | 53                |                   |  |
|  |            |                  | 3          | Thun Tigers | 21 |                   |                   |                   |  |
|  | 2          | Zürich Renegades | 3          | Thun Tigers | 21 | 41                |                   |                   |  |
|  | 2          | Zürich Renegades |            |             |    |                   |                   |                   |  |
|  | 3          | Thun Tigers      | 45         |             |    |                   |                   |                   |  |

### Semifinali
| 8 luglio 2023 | Calanda Broncos | 35 – 3 | Geneva Seahawks |  |

| 8 luglio 2023 | Zürich Renegades | 41 – 45 (14-7 14-16 0-12 13-10) | Thun Tigers |  |

### XXXVII Swiss Bowl
| 15 luglio 2023 | Calanda Broncos | 53 – 21 (13-0 26-0 7-7 7-14) | Thun Tigers | (1390 spett.) |

## Verdetti
- Calanda Broncos Campioni di Svizzera 2023